# Diacritus muliebris
Diacritus muliebris är en stekelart som först beskrevs av Cresson 1868.  Diacritus muliebris ingår i släktet Diacritus och familjen brokparasitsteklar. Inga underarter finns listade i Catalogue of Life.